# بونفامي (إزار)
بونفامي (بالفرنسية: Bonnefamille) هي بلدية في إقليم إزار بمنطقة أفيرن–رون ألب في جنوب شرق فرنسا.